# Forester (Schiff, 1935)
HMS Forester (H74) war ein Zerstörer der F-Klasse der britischen Royal Navy, der 1935 in Dienst kam. Im Zweiten Weltkrieg wurde der Zerstörer mit den Battle Honours „Atlantic 1939-44“, „Narvik 1940“, „Norway 1940“, „Spartivento 1940“, „Malta Convoys 1941“, „Arctic 1942-43“, „Normandy 1944“ und „English Channel 1944“ ausgezeichnet.
Im Januar 1946 wurde die Forester zum Abbruch verkauft.

## Baugeschichte
Das Schiff wurde am 17. März 1933 aus dem Haushalt 1932 bestellt. Die Kiellegung des Zerstörers der F-Klasse erfolgte am 15. Mai 1933 bei J. Samuel White in Cowes, Isle of Wight und vom Stapel lief die Forester am 28. Juni 1934. In Dienst gestellt wurde der Zerstörer am 19. April 1935.

Die Forester war das zehnte Schiff mit diesem Namen in der Royal Navy. Zuletzt hatte den Namen von 1911 bis 1921 der ebenfalls bei White gebaute Zerstörer Forester der Acheron-Klasse geführt.

## Einsatzgeschichte
Zusammen mit ihren Schwesterschiffen bildete HMS Forester zunächst die 6. Zerstörerflottille bei der Home Fleet. Die 6. Flottille verlegte von September 1935 bis April 1936 wegen der Abessinien-Krise zwischen Großbritannien und Italien nach Gibraltar. Der Spanische Bürgerkrieg führte dann schon ab Januar 1936 zur Beteiligung der Flottille an den sogenannten Neutralitätspatrouillen vor der südspanischen Küste und ab April mit einem Teil der Flottille vor den spanischen Häfen an der Biskaya. Ein Teil der Flottille wurde für diese Aufgaben bis 1939 eingesetzt. Im Mai 1939 wurde die Flottille in die „8th Destroyer Flotilla“ umbenannt, als die bis dahin separat nummerierten Flottillen der Tribal-Zerstörer in das Nummernsystem eingeordnet wurden.

### Einsätze im Zweiten Weltkrieg
Nach dem Kriegsbeginn verblieb das Schiff bei der Home Fleet, wurde allerdings zusammen mit anderen Zerstörern wiederholt zur U-Jagd eingesetzt. Bei einer dieser Suchfahrten gelang es ihm am 20. September 1939 zusammen mit Flottillenführer Faulknor sowie den Schwesterschiffen Fearless und Fortune, das deutsche U-Boot U 27 bei den Hebriden zu versenken.
Im Jahr 1940 wurde der Zerstörer dann bei der versuchten Abwehr der deutschen Landung in Norwegen (Unternehmen Weserübung) zur Sicherung von Schiffen der Home Fleet eingesetzt. Dabei nahm er zusammen mit dem Schwesterschiff Foxhound am Zweiten Seegefecht vor Narvik am 13. April teil, bei dem sämtliche dort noch befindlichen deutschen Zerstörer unschädlich gemacht wurden. Die Forester überstand das Gefecht mit geringfügigen Schäden. Sie begleitet die schwerbeschädigte Cossack zum Skjelfjord, wo die Briten eine Stützpunkt für erste Notreparaturen betrieben, um beschädigten Einheiten den Rückmarsch nach Großbritannien zu ermöglichen. In der Folgezeit wurde die Forester als Sicherungszerstörer der schweren Einheiten der Home Fleet eingesetzt.
Ende Juni 1940 wies die Admiralität die 8. Zerstörerflottille unter anderem mit der Forester der neu gebildeten Force H zu, die in Gibraltar stationiert war. Erste Aufgabe des neuen Verbandes war die Neutralisierung der französischen Marine in Mers-el-Kébir (Operation Catapult am 3. Juli).
Am 8. Juli 1940 lief die Force H mit dem Schlachtkreuzer Hood, den Schlachtschiffen Resolution und Valiant, dem Flugzeugträger Ark Royal, den Kreuzern Arethusa, Delhi und Enterprise sowie dem Flottillenführer Faulknor, der Forester, ihren Schwesterschiffen Foxhound und Fearless sowie den Zerstörern Escort, Active, Douglas, Velox, Vortigern und Wrestler zu einem Ablenkungsangriff mit den Trägerflugzeugen auf Flugplätze auf Sardinien aus. Man hoffte, durch die Force H die italienischen Streitkräfte von einem gleichzeitigen Geleitzug nach Malta und in das östliche Mittelmeer ablenken zu können. Tatsächlich griff die italienische Luftwaffe ab dem 9. den Verband mit 40 SM.79-Bombern in drei Wellen an, die mit ihren Bomben den britischen Träger und die Hood knapp verfehlten. Die Briten brachen darauf ihren Vorstoß ab, da sie ihr Ziel erreicht sahen. Auf dem Rückmarsch gelang es dem italienischen U-Boot Guglielmo Marconi am frühen Morgen des 11. Juli, den britischen Zerstörer Escort zu torpedieren. Die Forester entdeckte das angreifende U-Boot und versuchte es vergeblich zu rammen. Sie versuchte dann die im vorderen Kesselraum getroffene Escort über das Heck zu schleppen. Die Force H setzte ihren Rückmarsch mit hoher Fahrt fort und ließ nur die Faulknor zur Sicherung des Schleppzuges zurück. Der schwer getroffene Zerstörer bekam schon nach wenigen Stunden schwere Schlagseite und musste aufgegeben werden. Bis auf zwei Mann, die schon beim Torpedotreffer getötet worden waren, konnte die Besatzung der Escort von der Forester gerettet werden.
Der Zerstörer war im September am Vorstoß der Force H, verstärkt um aus Großbritannien anmarschierte britische und kleinere frei-französische Einheiten, gegen Dakar teil (Operation Menace). Die in diesem Verband eingesetzten 17 Zerstörer stellte die Royal Navy. Neben der Forester gehörten auch die Faulknor, Foresight, Fortune und Fury zu diesem Verband.
Bis zum Jahresende war der Zerstörer immer wieder mit der Force H im Mittelmeer im Einsatz. Er diente als Eskorte für Flugzeugträger, von denen Jagdflugzeuge nach Malta geflogen wurden, und für Konvois, die meist Kriegsmaterial für die britischen Truppen in Nordafrika und Versorgungsgütern für Malta transportierten. Dabei wurde das Schiff auch als schneller Minensucher genutzt.

Am 7. November gehörte die Forester mit Faulknor, Duncan, Firedrake, Fortune und Fury zum Verband der von Gibraltar ins Mittelmeer auslaufenden Force H mit dem Träger Ark Royal und dem Kreuzer Sheffield unter Vizeadmiral James Somerville, der „Force F“ mit dem Schlachtschiff Barham, den Kreuzern Berwick und Glasgow sowie den Zerstörer Encounter, Gallant, Greyhound und Griffin als Verstärkung für Mittelmeerflotte bis südlich Sardinien zu begleitete. Während die Zerstörer Faulknor, Fortune und Fury die Force F als Minensucher nach Malta führten, wo sie Truppen entlud und sich dann mit der von Osten gekommenen Mittelmeerflotte vereinigte, griffen am 9. November Swordfish-Flugzeuge der Ark Royal Cagliari auf Sardinien an. Italienische Bomber griffen die Force H an, erzielten aber nur leichte Schäden durch Nahtreffer.
Ende November 1940 nahm die Forester an der Seeschlacht bei Kap Teulada teil.
Mit der Force H war das Schiff auch bei der Suche nach der Bismarck beteiligt. Bei einem anschließenden Vorstoß in den Atlantischen Ozean im Zuge der Suche nach deutschen Versorgern gelang es Forester zusammen mit dem Flottillenführer Faulknorund ihren Schwesterschiffen  Foxhound, Foresight und Fearless am 18. Juni 1941 das deutsche U-Boot U 138 westlich von Kap Trafalgar zu versenken. Eine Woche später musste sich der Blockadebrecher Alstertor bei der Annäherung der Zerstörergruppe selbst versenken.
In den folgenden Wochen später lief der Zerstörer wieder ins Mittelmeer als Teil der Sicherung für weitere Malta-Konvois. Ab Frühjahr 1942 diente die Forester jedoch mehrfach als Eskorte von Kreuzern und Schlachtschiffen der Fernsicherung von Nordmeergeleitzügen, durch die die Sowjetunion mit Kriegsmaterial beliefert wurde. In einem Gefecht mit den deutschen Zerstörern Z 24 und Z 25 wurde sie dabei im April beschädigt. Nachdem die Reparaturen abgeschlossen waren, folgte ein weiterer Einsatz im Nordmeer.
Nach der Rückkehr in die heimischen Gewässer Mitte 1943 wurde Forester zur Sicherung von Atlantik-Konvois verwandt. Dabei gelang es als Teil einer kanadischen Geleitgruppe am 10. März 1944 gemeinsam mit dem Zerstörer St. Laurent, der Fregatte Swansea und der Korvette Owenssound, U 845 zu versenken.
Vom Frühjahr 1944 bis zum Kriegsende lag der Einsatzschwerpunkt dann im Ärmelkanal und in der Biskaya, wo der Zerstörer deutsche U-Boote und Schnellboote jagte sowie Konvois geleitete. Am 20. August 1944 versenkte er zusammen mit den Zerstörern Vidette und Wensleydale das deutsche U 413 im Ärmelkanal.
HMS Forester wurde im November 1945 der Reserveflotte zugewiesen und im folgenden Jahr dann in Rosyth abgewrackt.